# Good Enough

Coperta discului single Good Enough

"Good Enough" este al patrulea single al formației rock Evanescence de pe The Open Door. La acest moment, tot ce se știe despre single este faptul că videoclipul a fost filmat între 11 iunie - 14 iunie 2007 în capitala Ungariei, Budapesta.